# Johann Georg Schenck von Grafenberg
Johann Georg Schenck von Grafenberg (* um 1560 in Freiburg im Breisgau; † 1620 in Hagenau) war ein deutscher Mediziner und Stadtarzt.
Schenck war Sohn des Mediziners Johannes Schenck von Grafenberg. Nach dem Studium der Medizin war er als Arzt im elsässischen Hagenau tätig. Neben der Herausgabe einer Neuauflage der Observationes medicarum rararum seines Vaters veröffentlichte er eine Reihe von Schriften von eher geringer Bedeutung, unter anderem 1609 seine Monstrorum historia memorabilis über „Monster“, womit Menschen mit Fehlbildungen gemeint waren. Zudem berichtete er über einen bei einer Sektion gefundenen Abszess der Bauchspeicheldrüse. Er schrieb aber auch die erste gynäkologische Bibliografie mit dem Titel Pinax autorum qui gynaecia seu muliebra ex instituto scriptis exoluerunt et illustrarunt, darin enthalten wesentliche Beobachtungen von Medizinern auf diesem Gebiet bis zum Beginn des 17. Jahrhunderts, unter anderem auch die des Mediziners Johannes Winter von Andernach.